# MechAssault
MechAssault ist ein Actionspiel für Xbox und ein Lizenzprodukt des BattleTech-Franchises, das im November 2002 von Microsoft Game Studios veröffentlicht wurde. Es gehörte zu den ersten Xbox-Titeln mit Unterstützung des Onlineservices Xbox Live und stammt vom amerikanischen Entwickler Day 1 Studios.

## Handlung
Der Spielercharakter gehört einem Söldnertrupp namens Wolf’s Dragoons an. Die Söldner werden zum Planeten Helios geschickt, zu dem seit längerer Zeit kein Kontakt mehr besteht. Das Landungsschiff Icarus des Söldnertrupps wird bei Eintritt in die Atmosphäre des Planeten abgeschossen. Wie sich herausstellt, hat ein religiöser Kult von Technik-Verehrern der Word of Blake den Planeten erobert. Ihr fanatischer Anführer Commander Strader hat ein hartes Regime auf dem Planeten errichtet. Aufgabe des Spielers ist es, den Planeten aus den Klauen des Kults zu befreien.

## Spielprinzip

### Kampagne
Das Spiel ist ein actionorientiertes Kampfspiel. Der Spieler steuert seinen Mech und dessen Waffensysteme direkt mit den Analogsticks des Controllers durch die 3D-Spielwelt, die er aus einer Third-Person-Perspektive präsentiert bekommt. Mit den Schultertasten werden die Waffen durchgeschaltet und ausgelöst. Der Spieler kontrolliert im Spielverlauf verschiedene, aus den Regelwerken bekannte Mech-Varianten, angefangen mit kleineren und mittelschweren Typen bis zu den großen Kampfklassen. Das genaue Modell ist für jede der 20 Mission vom Programm vorgegeben. Die Aufgabenstellung variiert und wechselt während des Missionsverlaufs regelmäßig, im Kern gilt es jedoch meist, alle Gegner im Kampf auszuschalten. Gegnertypen sind beispielsweise Fußsoldaten, Panzer und gegnerische Mechs. Erhöhte Position verschaffen dem Spieler im Kampf einen Vorteil und Gebäude können als Deckung genutzt werden, können dabei aber auch zerstört werden. Durch Sammelobjekte im Level können Rüstung und Munition aufgefrischt werden.

### Mehrspieler
MechAssault unterstützte die Online-Komponente Xbox Live und bot dafür umfassende Mehrspieler-Optionen. Per System Link können lokal bis zu acht Konsolen mit maximal 16 Spielern miteinander verbunden werden. Online-Spiele wurden über Xbox Live angeboten, wobei durch Split-Screen ein zweiter Spieler pro Konsole am Spiel teilnehmen konnte. Als Spielvarianten wurden zu Veröffentlichung Deathmatch, Team Deathmatch, Last Man Standing und eine Jäger-Spielvariante mit der Bezeichnung „Nicht Ich!“ angeboten. Microsoft erweiterte den Mehrspielerpart durch Downloadinhalte, beginnend mit zwei zusätzlichen Mechs (Corvus, Raven) und zwei neuen Online-Karten (Hell’s Kitchen, Stone Cold) im Februar 2003. Im Mai 2003 wurde als neuer Spielmodus Capture the Flag integriert, zusammen mit zwei darauf abgestimmten Karten (Desert Storm, Midtown Mayhem) und zwei weiteren Mechs (Loki, Hellbringer).

## Rezeption
MechAssault erhielt überwiegend positive Kritiken (Metacritic: 87 %).

“MechAssault is a glimpse at the future of Xbox. A future fast approaching. Though some presentation elements are lacking, the game overall is absolutely worth your money. Anyone who has Xbox Live needs this game. And any mech fan without Live will still have fun, though the game itself is a little undervalued without Live.”

„MechAssault ist ein Blick auf die Zukunft der Xbox. Eine futuristisch schnelle Annäherung. Obwohl einige Präsentationselemente fehlen, ist das Spiel insgesamt sein Geld wert. JEder, der Xbox Live hat, braucht dieses Spiel. Und jeder Mech-Fan ohne Live wird immer noch Spaß haben, obwohl das Spiel selbst ohne Live etwas unter Wert liegt.“

“MechAssault isn't an overly complicated game, and this makes it a perfect choice for the Xbox Live launch. Once you get used to the game's pacing, it's easy to get good at controlling your mech, which is, of course, invaluable when you're playing online against other experienced players. The well-done campaign mode, the terrific presentation, and the variety of online modes all combine to make a truly superb final product. If you're going to buy one game with your Xbox Live starter kit, MechAssault is the one to get.”

„MechAssault ist kein übermäßig kompliziertes Spiel, und das macht es zu einer perfekten Wahl für den Start von Xbox Live. Wenn man sich an das Pacing des Spiels gewöhnt hat, ist es einfach eine gute Kontrolle über seinen Mech zu bekommen, was natürlich unschätzbar ist, wenn man online gegen andere erfahrene Spieler spielt. Der gut gemachte Kampagnenmodus, die beeindruckende Präsentation und die Vielzahl an Onlinemodi ergeben in der Kombination ein wahrhaft hervorragendes Endprodukt. Wenn man genau ein Spiel zusammen mit dem Xbox Live Starter Kit kaufen sollte, dann ist MechAssault der Titel der Wahl.“

Nach Angaben des Magazin Next Gen verkaufte sich MechAssault Stand Juli 2006 auf dem US-Markt rund 750.000 Mal, mit einem Umsatz von 26 Millionen US-Dollar. Das Magazin listete es auf Platz 85 der erfolgreichsten Konsolenspiele seit Veröffentlichung der Xbox, PlayStation 2 und des GameCube.
2004 veröffentlichte Microsoft den ebenfalls von Day 1 entwickelten Nachfolger MechAssault 2: Lone Wolf.